# Судьи равнин
Судьи равнин (англ. Judjes of the Plains, исп. Jueces del Campo) — первоначально: официальные должностные лица Испании, а затем Мексики и США, наделённые правом выносить судебные решения по всем спорам о владении лошадьми и другим домашним скотом.

## История
Судьи равнин посещали все ежегодные облавы крупного рогатого скота (родео) и лошадей (рекогида) и надзирали за клеймлением скота; при этом их решения были окончательными и не подлежали обжалованию. Судьи равнин также выполняли функции правоохранительных органов в случаях кражи скота, подделки клейма или сертификатов собственности. Законы, касающиеся домашнего скота, проистекали в основном из традиций, принятых во времена владычества Испанской империи в Америке и завезённых из Испании. Срок нахождения в должность судьи равнин не мог превышать одного года, при этом должность не оплачивалась, так как считалась почётной, как правило, её занимали лишь крупные землевладельцы.
Должность была официально введена в Республике Техас, а затем на территориях, приобретённых в 1848 году Соединёнными Штатами во время Мексиканской войны, и в основном заселённых мексиканцами. Техас и штаты, образованные из этих территорий: Калифорния, Нью-Мексико и Аризона — сохранили эту должность и официально закрепили её в своих гражданских кодексах. Калифорния официально оформила институт судей равнин в апреле 1851 года, и он сохранялся ещё в начале XX века (Глава CLXVI. Закон о судьях равнин (Jueces del Campo) и определении их обязанностей).